# Hadena mediana
Hadena mediana là một loài bướm đêm trong họ Noctuidae.